# Notícias da Amadora
Notícias da Amadora foi um jornal da cidade da Amadora, Portugal considerado um semanário popular na Grande Lisboa. O jornal foi fundado em 25 de Outubro de 1958.
A fazer fé no seu site na internet (http://www.noticiasdaamadora.com.pt/) não há notícias do "Notícias", desde Maio de 2016.
Eis alguns directores do jornal:
- António de Jesus (1958-1959)
- A. Conceição e Silva (1960-1961)
- Domiciano P. Valente (1961)
- Domingos Janeiro (1961-1963)
- Orlando Gonçalves (1963 a 1994).

Ligações externas
- «Side oficial Notícias da Amadora». www.noticiasdaamadora.com.pt